# 塩田敏志
塩田敏志  (しおた さとし、1928年（昭和3年）- 2019年 (平成31年)) は、日本の造園家。造園学者、林学者。
東京大学農学部、東京農業大学教授を歴任。専門は森林風致計画学。造園学。

## 人物
田村剛以後の林学科造林学講座にあった造園学教室を継いで講座にまで発展させ、造園・森林風致の研究と後身の育成にあたる。
おもな作品に東京都道404号皇居前東京停車場線(行幸通り)改良修景、道立自然公園野幌森林公園など。
日本観光協会が1973年に刊行した『観光レクリエーション施設の計画』の中で森林公園の著述を塩田が行なっている。代々木公園、野幌森林公園、戸隠森林植物園、武蔵丘陵森林公園の4つの計画事例をもとに森林公園の計画論を展開。4つの事例のいずれにも塩田が直接および間接の計画者となった関与している。事例は都市公園、自然公園、自然休養林、国営公園であり、森林公園の多義さをみてとれるが、これによれば、1966年に明治百年記念事業として記念森林公園と明治の森が作られることが内閣で閣議決定されたことが森林公園の設定に大きな根拠を与えたとある。1971年には生活環境保全林整備事業が行なわれ、森林公園つくりを推進していったとしている。

## 経歴
- 1951年（昭和26年）東京大学農学部旧林学科卒業
- 1951年（昭和26年）東京大学大学院に進学するが、年度途中から法政大学#学部建設工学科建築学専修に編入学
- 1953年（昭和28年）法政大学工学部建設工学科建築学専修卒業
- 1955年（昭和30年）東京大学数物系大学院建築学専攻修士課程入学。太田博太郎に師事
- 1957年（昭和32年）東京大学数物系大学院建築学専攻修士課程修了
- 1957年（昭和32年)～1959年（昭和34年) 臼倉健之一級建築士事務所勤務。同時に東京農業大学農学部旧造園学科で非常勤講師として建築学の、法政大学工学部建築学科で非常勤講師として造園学の講師を務める
- 1961年（昭和36年) 東京大学農学部助手に転進、林学科勤務。造園学担当。加藤誠平に師事
- 1963年（昭和38年) 日本造園学会評議員
- 1966年（昭和41年) 代々木森林公園基本計画設計コンペティション3等入選
- 1969年（昭和44年) 武蔵丘陵森林公園基本計画設計コンペティション優秀賞
- 1971年（昭和46年)～1990年（平成2年) 宇都宮大学#学部林学科非常勤講師 風致工学を担当
- 1972年（昭和47年)～1983年（昭和58年) 科学技術庁・資源調査会専門委員
- 1975年（昭和50年) 東京大学から農学博士授与。東京大学農学部助教授就任。東京大学大学院農学系研究科併任。塩田は本多静六以来の東京大学造林学講座の一角で田村剛以来の造園学を継承する立場と人物であったが、正式講座ではなかったために長く助手であった
- 1975年（昭和50年)～1989年（平成元年) 日本造園学会理事
- 1977年（昭和52年) 日本造園学会賞受賞
- 1978年（昭和53年)～1987年（昭和62年) 東京大学工学部建築学科講師併任 庭園学を担当
- 1978年（昭和53年) 宮城県多賀城跡調査研究指導委員会委員
- 1979年（昭和54年)～1999年（平成11年) 資源エネルギー庁環境審査顧問
- 1981年（昭和56年) 東京大学農学部に森林風致計画学講座が発足し担任に
- 1981年（昭和56年)～1991年（平成3年)  環境庁自然環境保全審議会委員
- 1984年（昭和59年)～1986年（昭和61年) 国土庁国土審議会専門委員
- 1984年（昭和59年) 東京大学農学部教授に
- 1984年（昭和59年) 東京都主催「都民の森基本計画」コンペティション審査委員長
- 1985年（昭和60年)～1987年（昭和62年) 日本造園学会副会長
- 1985年（昭和60年) 大阪市と日本造園学会共催，第23回国際造園会議日本大会記念・八幡屋公園基本計画コンペティション審査委員長
- 1987年（昭和62年)～1989年（平成元年) 日本造園学会会長
- 1987年（昭和62年) 東京大学農学部教授を退官し、東京農業大学農学部造園学科教授就任
- 1988年（昭和63年)～1991年（平成3年) 日本学術会議会員
- 1988年（昭和63年) 東京農業大学大学院農学研究科農学専攻担当
- 1990年（平成2年) 東京農業大学大学院農学研究科造園学専攻主任
- 1999年（平成11年) 東京農業大学停年退職

## 著作
- 現代林学講義. 8. (地球社, 2008年)
- 森林景観コントロール・システムの実用化に関する研究 / 東京大学, 1979-1981
- 緑視状況把握モデルの試案 -- 世田谷街区の事例 (東京農業大学農学集報 40(4), 289-296, 1996年3月号）
- 緑視状況把握の試案 -- 夏期における世田谷街区の事例 (東京農業大学農学集報 40(3), p191-198, 1995年11月号）
- 造園と木材利用 (The エクステリアウッド<特集>)  --  (木材工業 46(11), p513-515, 1991年11月号）
- 自然利用の展開と展望 -- わが国の自然保護と自然公園利用の接点を求めて (東京農業大学農学集報 34(4), p167-178, 1990年6月号）
- 環境情報処理と造園計画 : 景観デザインにおける電算機適用の展望(<特集>造園論 造園雑誌 46(4), 270-277, 1983年3月号）
- A.R.アバテ氏講演会記録(講演会記録, 造園雑誌 46(3), 226, 1983年2月号）
- 森林地域のレクリエーション・サイト -- その現状と将来展望 (林業技術 (497), p7-9, 1983年8月号）
- 森林風致計画論策-1-自然休養地帯の風致保全推進のために -- 森林風景計画の展望 (林業技術 (436), p7-10, 1978年7月号）
- 森林風致計画論策-2-自然休養地帯の風致保全推進のために -- 森林景観のために (林業技術 (437), p15-18, 1978年8月号）
- 森林風致計画論策-3完-自然休養地帯の風致保全推進のために -- 森林風致施業の展開のために (林業技術 (438), p7-11, 1978年9月号）
- 「森林レクリエーション地の計画方法論」について(学会賞を受賞して, 造園雑誌 41(1), 46-49, 1977年12月号）
- 野外レクリェーション需要の増大と自然の保全 (自然の保護と野外活動(特集), 体育の科学 23(7), 416-420, 1973年7月号）
- みどりの国土のために (これからの農業工学にのぞむもの(特別寄稿), 農業土木学会誌 40(1), 17-18, 1972年1月号）
- 森と林と緑のために -- その構造と論理 (建築 (132), 125-129, 1971年9月号
- (その1)設計コンペと造園家の責任について(<特集>武蔵丘陵森林公園コンペ, 造園雑誌 34(2), 26-27, 1970年12月号）
- 自然環境のレクリエーション利用 (自然と体育(特集), 体育の科学 20(7), 401-404, 1970年7月号）
- 自然風景地の観光爆発 -- 林実氏の論文に対するコメントに代えて (開発研究 2(2), 270-278, 1966年4月号）
- 集団野外生活活動の施設について -- 特集・野外教育 (体育の科学 15(6), 306-310, 1965年6月号）
- 戸外レクリエーシヨンの危機(<主集>レクリエーシヨン計画, 造園雑誌 27(3・4), 24-25, 1964年3月号）
- 話題欄「西穂高ロープウエイ」に関連して (建築雑誌 78(930), 555, 1963年9月号）
- 造園家の職域拡大とは(会員の声, 造園雑誌 20(4), 15, 1957-03月号）
- キャンプ・サイト (体育の科学 5(6), 237-240, 1955年6月号）
- 野営場の計画と施設 (国立公園 (53・54), 1-3, 1954年5月号）